# Kosta Protić
Kosta Protić (cyr. Коста Протић; ur. 29 września 1831 w Požarevacu, zm. 4 czerwca 1892 w Brestovackiej Banji) – serbski generał i polityk, premier Serbii (1889), minister wojny (1873–1875, 1888–1889).

## Życiorys
Syn kupca Stefana Proticia i Milosavy. Uczył się w gimnazjum w Belgradzie, w 1848 naukę przerwał i wstąpił do armii na ochotnika. W roku 1855 ukończył naukę w Akademii Wojskowej, w stopniu porucznika artylerii. W latach 1855-1857 uczył się w Pruskiej Szkole Artylerii. Po jej ukończeniu służył w batalionie pionierów w Gdańsku. Do Serbii powrócił w roku 1859 i przez dwa lata pracował w administracji wojskowej. W 1861 awansowany na kapitana. W roku 1865 wykładał w szkole wojskowej, a następnie objął dowództwo batalionu pontonowego, stacjonującego w Ćupriji. W 1868 pełnił funkcję adiutanta księcia Michała, aż do jego śmierci. Po zamachu na księcia uniemożliwił przeprowadzenie wojskowego zamachu stanu i aresztował przywódcę spisku kapitana Mrcajlovicia.
W 1875, po wybuchu powstania w Hercegowinie, Protić został wysłany przez rząd serbski do Rosji, aby starać się o kredyt na dozbrojenie armii serbskiej. W czasie wizyty w Petersburgu Protić spotkał się z księżną Marią Aleksandrowną i przyszłym carem Aleksandrem III i dzięki ich wstawiennictwu starania o pożyczkę zakończyły się sukcesem.
Protić służył jako oficer w czasie wojny serbsko-tureckiej (1876-1877), a także w czasie wojny rosyjsko-tureckiej (1877-1878). W lipcu 1876 był dowódcą obrony Belgradu. Za zasługi w bitwie pod Šumatovacem (23 sierpnia 1876) awansowany do stopnia generała i szefa sztabu generalnego armii serbskiej. W latach 1880-1883 dowodził Korpusem Morawskim. Po abdykacji Milana I, Protić wszedł w skład rady regencyjnej sprawującej władzę w imieniu małoletniego Aleksandra I. W ostatnim okresie życia cierpiał na reumatyzm, zmarł w czasie pobytu na kuracji w uzdrowisku.

## Odznaczenia
- Order Orła Białego (Serbia)
- Order Krzyża Takowy 1, 2 i 3 kl. (Serbia)
- Order Świętego Stanisława 1 kl. (Rosja)
- Order Świętej Anny 2 kl. (Rosja)
- Order Korony Rumunii z gwiazdą (Rumunia)
- Order Gwiazdy Rumunii (Rumunia)
- Order Korony Żelaznej 3 kl. (Austro-Węgry)
- Order Orła Czerwonego 3 kl. (Prusy)

## Życie prywatne
Był żonaty (żona Mileva z d. Tadić), miał dwoje dzieci (Dragutin, Zorka).